# 中國禪宗史
禪宗，是漢傳佛教的一個主要宗派，南北朝期間自印度傳自中國。
禪宗的傳承，相傳是兩千五百年前，世尊在靈山法會上拈花，迦葉微笑，頓將「正法眼藏，涅槃妙心，實相無相，微妙法門」付囑摩訶迦葉。
相傳迦葉以後至達摩，凡二十八人，稱為「禪宗西天二十八祖」（胡適在《荷澤大師神會傳》中考證二十八祖的法脈是後人杜撰的。在梵文中也沒有印度禪宗二十八祖法脈的記載。胡适以为二十八说最早出现于大历九年（774年）后出现的《历代法宝记》。胡適認為二十八祖說是神會晚年所提倡： “我現在主張二十八祖之說成立雖甚晚，而起來卻在神會生時，也許即是神會所倡。”。印順則認為：“《南宗定是非論》僅說西土八祖……《顯宗記》的二十八祖說，應該是神會門下所增入的。”）。南北朝時期，菩提達摩將本宗傳入中國。

## 魏晉南北朝
577年，北齊亡，禪宗二祖慧可遁隱於舒州皖公山（安徽潛山縣），度僧璨出家，傳以心法，是為禪宗三祖。
579年北周宣帝恢復佛教，慧可還鄴。《續高僧傳》則說慧可為遇賊被斫一臂，並非後來自斷其臂之說。

## 隋朝
開皇十三年（593年）禪宗二祖慧可圓寂。

## 唐朝
道信至蘄州黃梅（今湖北黃梅縣）破頭山（也名雙峰山）建寺，居三十餘年，寺中有僧俗五百多人，禪宗至此大興。據稱唐太宗曾四次召道信入京，道信都辭老不去。後傳弘忍，為禪宗五祖。
仪凤年间，惠能到曹溪宝林寺（今广东韶关南华寺），弘扬禅宗，主張「頓悟」，人稱「南宗」。當時，六祖惠能的同門師兄神秀，主張「漸悟」，在華北勢力頗盛，號稱「北宗」。
唐玄宗開元二年（730年），「明定南北總是非大會」上，神會辯倒了神秀門人，而「南宗」也就此開始，逐漸取代「北宗」，成為中國禪宗正統。
開元二十年（732年），神會在滑台（今河南滑縣）進行「滑台之會」，與名僧崇遠進行辯論，確立「南宗」宗旨；並批判神秀北宗是「師承是傍，法門是漸」。
貞元十二年（796年）公家有敕神會為第七祖的記載。

## 學者研究
1926年9月胡適在巴黎發現了三種神會的語錄，11月中又在倫敦發現了神會的《顯宗記》。1927年1月胡適發表《海外讀書雜記》：“在禪宗的歷史上，神會和尚（荷澤大師）是一個極重要的人物。六祖（惠能）死後，神會出來明目張膽地和舊派挑戰，一面攻擊舊派，一面建立他的新宗教——「南宗」。”胡適表示貞元十二年（796年）從此以後，南宗便成了「正統」。

## 研究書目
- 阿部肇一著，關世謙譯：《中國禪宗史：南宗禪成立以後的政治社會史的考證》（臺北：東大圖書股份有限公司，1988）。
- Faure Bernard著，蔣海怒譯：《正統性的意欲：北宗禪之批判系譜》（上海：上海古籍出版社，2011）。